# Крістіана Нюсляйн-Фольгард
Крістіана Нюсляйн-Фольгард (нім. Christiane Nüsslein-Volhard) — німецька біологиня, професорка і директорка Інституту біології у складі Товариства Макса Планка. У 1991 році отримала нагороду Альберт Ласкер за основні медичні дослідження. У 1995 році стала лауреаткою Нобелівської премії з фізіології і медицини за відкриття генетичного контролю ембріонального розвитку.

## Дитинство та сім'я
Нюслейн-Вольхард має трьох сестер і одного брата. Значний вплив на розвиток особистості зробив батько, який був архітектором. Її племінник, Беньямін Ліст, отримав Нобелівську премія з хімії у 2021 році.

## Освіта
Нюслейн-Фольхард здобула освіту в Тюбінгенському університеті. У 1974 році отримала ступінь доктора філософії за дослідження взаємодій білків-ДНК і зв'язування РНК-полімерази в Escherichia coli .

## Дослідження
Експерименти, що принесли Нюсляйн-Фольгард та Вішаусу Нобелівську премію, мали за мету встановити гени, що залучені у розвиток ембріону плодової мушки Drosophila melanogaster. Наприкінці 70-х та на початку 80-х років XX ст. було недостатньо відомостей про генетичні та молекулярні механізми, завдяки яким багатоклітинні організми розвиваються з однієї клітини до морфологічно складних форм під час ембріогенезу.
Плодові мушки тривалий час є важливими модельними організмами у генетиці. Це пов'язано з їх малими розмірами та коротким репродукційним періодом, що дозволяє з легкістю проводити лабораторні дослідження навіть з великими популяціями. При встановленні генів Нюсляйн-Фольгард та Ерік Вішаус використали серію генетичних скринінгів. Це призвело до раптових мутацій у плодових мушок, під час яких були задіяні гени розвитку ембріону. Вішаус та Нюсляйн-Фольгард скористалися сегментованістю личинки Drosophila для контролю розвитку генів.

## Теперішня діяльність
Крістіана Нюсляйн-Фольгард стала членом Гайдельберзької академії наук. У 1986 році вона отримала найвищу наукову нагороду Німеччини, премію Лейбніца від Deutsche Forschungsgemeinschaft. Із 2001 року Нюсляйн-Фольгард є членом Національної комісії Німеччини з питань етики, яка оцінює нові дослідження у галузі біології.

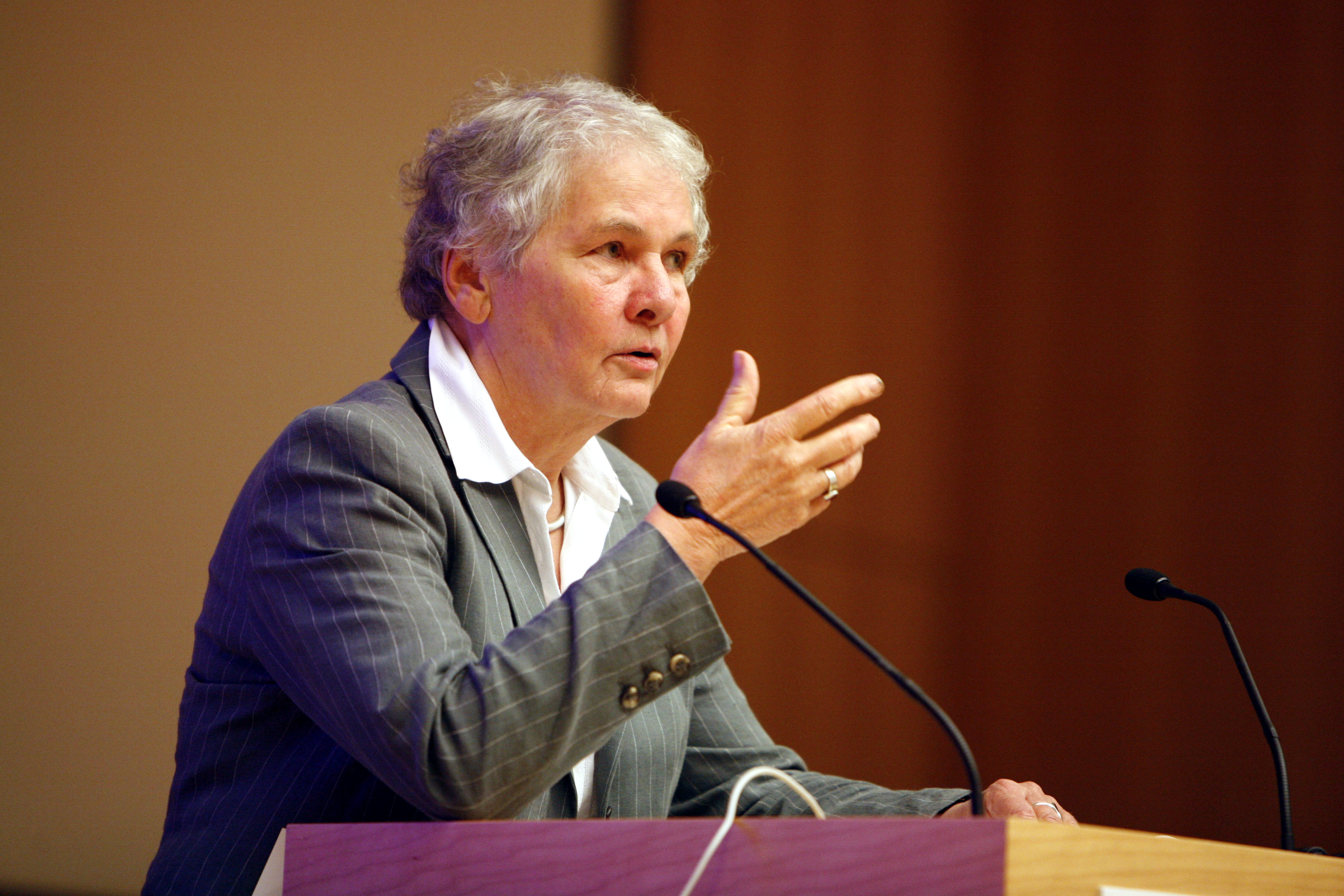

У червні 2005 року отримала звання почесного доктора наук від Оксфордського університету.

Також Нюсляйн-Фольгард є засновницею Фундації Крістіани Нюсляйн-Фольгард (Christiane Nüsslein-Volhard Stiftung)(1994). Фонд допомагає потенційним жінкам-науковцям, які мають дітей.

## Відзнаки та нагороди
- 1986: Лейбніц премія від Німецького дослідницького [12]
- 1986: Премія Франца Фогта університету Гіссен
- 1989: Засновник Академії Europaea [13]
- 1989: член-кореспондент Академії наук Гейдельберга [14]
- 1990: член-кореспондент Академії наук і мистецтв Північного Рейн-Вестфалії
- 1990: обраний закордонним членом Королівського товариства (ForMemRS) , [15] [16] [17] Лондон
- 1990: Член Національної академії наук, Вашингтон [18]
- 1991: член Німецької академії наук Леопольдіна [19]
- 1991: Премія Альберта Ласкера за основні медичні дослідження [20]
- 1991: Почесний доктор Утрехтського університету
- 1991: Почесний доктор з Принстонського університету [21]
- 1991: Лекція Кейта Р. Портера [22]
- 1992: Премія Альфреда П. Слоана-молодшого [23]
- 1992: Премія Луї-Джанта для медицини [24]
- 1992: Премія Луїзи Гросс Хорвіц від Колумбійського університету [25]
- 1992: Медаль Отто Варбург Німецького товариства біохімії та молекулярної біології [26]
- 1993: Почесний доктор з університету Фрайбурга [27]
- 1993: Почесний доктор з Гарвардського університету [28]
- 1993: Сер Ганс Кребс Медаль від Федерації європейських біохімічних товариств [29]
- 1993: Премія Ернста Шерінга [30]
- 1994: Хрест заслуги ФРН
- 1995: Нобелівська премія з фізіології та медицини [31]
- 1996: Орден За заслуги Баден-Вюртемберга
- 1997: Pour le Mérite для наук і мистецтв [32]
- 2001—2006: член Національної ради з етики Федерального уряду
- 2005: Великий хрест із зірками та стрічкою Федеративної Республіки Німеччини (Грос-Вердієнсткройц з Stern und Schulterband) [33]
- 2007: Німецька нагорода засновника Федерації німецьких фондів
- 2008: професорство Меркатора, Університет Дуйсбурга-Ессен
- 2009: Австрійське прикраса для науки і мистецтва [34]
- 2011: Почесний доктор з університету Сент-Ендрюс
- 2013: Почесний доктор Університету Бата
- 2013: Pour le Mérite для наук і мистецтв
- 2014: Баварський орден Максиміліана для науки і мистецтва
- Член Французької академії наук
- Член Наукового комітету Фонду Інгрід-Сольмс
- Член Європейської організації молекулярної біології [35]
- Астероїд 15811 Нюслейн-Вольхард названий у її честь

## Публікації
- Coming to Life: How Genes Drive Development, квітень, 2006 рік.